# Барабаш Василь Кирилович
Василь Кирилович Бараба́ш (нар. 8 березня 1938, Орданівка) — український художник; член Спілки радянських художників України з 1971 року.

## Біографія
Народився 8 березня 1938 року в селі Орданівці (нині Полтавський район Полтавської області, Україна). 1970 року закінчив Ворошиловградське художнє училище, де навчався зокрема у Володимира Вайнреба, Віталія Шаховцова.
Протягом 1970—1978 років працював художником-оформлювачем, з 1978 року — художником Ворошиловградського художньо-виробничого комбінату Художнього фонду Спілки художників України. Жив у Ворошиловграді/Луганську в будинку на вулиці В. Шевченка, № 16, квартира № 6. Нині мешкає в Канаді.

## Творчість
Працював у галузі станкового живопису, плаката. Серед робіт:
живопис
- «Любому дідусеві» (1975);
- «Прокляття фашистам!» (1985);
- «Дім Антона Чехова в Гурзуфі» (1985);
- «Хірург Микола Амосов» (1985);
- «Квітка плаче» (1988);
- «Петро Сагайдачний» (1992);
- «Петро Дорошенко» (1992);
- «Михайло Грушевський» (1992);
- «Урок учителя Бориса Грінченка» (1993);
- «Думи Тараса» (1994–1996);
- «Мати Ісуса» (1997);
- «Богородице…», (1998);
- «Отче наш…» (1998);
- «Мій Батько в Сибіру» (1998);
- «Тетяна» (1998);
- «Передзвін у Львові» (1998);
- диптих «Братовбивство» (1998);
- «Поцілунок Іуди» (1999);
- «Кобзар» (1999);
- «Сон» (1999);
- «Покаяння» (1999);
- «Не пий, Барабаше» (1999);

плакати
- «Жити буду (Леся Українка)» (1971);
- «Заради життя на землі!» (1974);
- «Репресія» (1989).

Брав участь в обласних, республіканських, всесоюзних та міжнарних виставках з 1971 року.